# Công tước xứ Windsor
Công tước xứ Windsor (tiếng Anh: Duke of Windsor) là một tước vị thuộc Đẳng cấp quý tộc Vương quốc Liên hiệp Anh. Lấy tên theo thị trấn Windsor, nơi xây dựng Lâu đài Windsor, Anh. Công tước xứ Windsor được tạo lần đầu tiên bởi vua George VI vào ngày 8 tháng 3 năm 1937 cho vua Edward VIII sau khi ông thoái vị, tính đến thời điểm hiện tại Edward VIII là người duy nhất nắm giữ tước vị này cho đến khi ông qua đời vào năm 1972 tước vị chính thức tiệt chủng.

## Lần phong thứ nhất
Vào ngày 11 tháng 12 năm 1936, vua Edward VIII thoái vị và em trai ông lên ngôi với tên gọi là George VI của Anh. Tại thời điểm Edward VIII từ bỏ ngai vàng có nhiều tranh cãi về việc ông sẽ được gọi như thế nào và Đạo luật Tuyên bố thoái vị năm 1936 của Vương thất Anh cũng không nêu rõ những đặt quyền nào sẽ áp dụng với một vị vua sau khi thoái vị. Ngay sau khi văn bản thoái vị do Edward VIII ký vào ngày 10 tháng 12 năm 1936, vua George VI mới lên ngôi đưa ra ý kiến về việc tạo ra một tước thiệu mang họ của Vương thất, tức (Nhà Windsor). Vào ngày 12 tháng 12 năm 1936, tại Cơ mật viện Vương quốc Liên hiệp Anh vua George VI tuyên bố ông sẽ phong cho anh trai mình "Công tước Windsor" với kính ngữ Điện hạ (Royal Highness), với tư cách là một Công tước của Vương thất Anh, Edward không thể tham gia ứng cử trong hạ viện. Năm 1937, Edward kết hôn với Wallis Simpson và bà trở thành Công tước phu nhân đầu tiên của Windsor. Vào ngày 28 tháng 5 năm 1972, Edward qua đời ở tuổi 77 taị Paris, Pháp, nếu theo như đúng thông lệ thì Edward có thể truyền lại tước hiệu này cho những hậu duệ của mình nhưng vào thời điểm qua đời Edward không có con và tước thiệu cũng thế mà biến mất.

## Danh sách Công tước xứ Windsor
| Chân dung   | Tên                 | Thời gian nắm giữ                               | Hoàng tộc   |
| ----------- | ------------------- | ----------------------------------------------- | ----------- |
| 1894 - 1972 | Edward VIII của Anh | 12 tháng 12 năm 1936 - ngày 28 tháng 5 năm 1972 | Nhà Windsor |